# پوستاوام
پوستاوام (به مجاری:  Pusztavám) یک شهرداری در مجارستان است که در ناحیه مور واقع شده‌است. پوستاوام ۳۴٫۶۹ کیلومتر مربع مساحت و ۲٬۵۳۰ نفر جمعیت دارد.